# Milonia obtusa
Espèce
Milonia obtusa est une espèce d'araignées aranéomorphes de la famille des Araneidae.

## Distribution
Cette espèce est endémique de Singapour.

## Description
La femelle holotype mesure 5 mm.

## Systématique et taxinomie
Cette espèce a été décrite par Thorell en 1893.

## Publication originale
- Thorell, 1893 : « Novae species aranearum a Cel. Th. Workman in ins. Singapore collectae. » Bollettino della Società Entomologica Italiana, vol. 24, no 3, p. 209-252 (texte intégral).